# Carmina Burana (cantata)

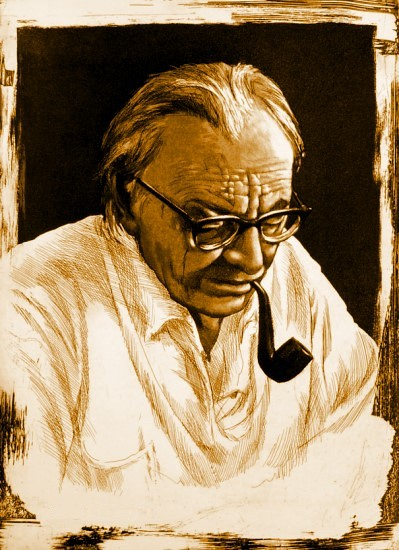
Carl Orff.

Carmina Burana es una cantata escénica compuesta por Carl Orff entre 1935 y 1936, utilizando como texto una selección de los poemas goliárdicos medievales encontrados en la colección de poemas Carmina Burana. Se estrenó el 8 de junio de 1937 en la Alte Oper de Fráncfort del Meno dirigida por Oskar Wälterlin. Su fragmento más conocido es el «O Fortuna», que constituye la primera parte del preludio y que se repite al final de la obra.
La versión de Orff constituye, junto a Catulli Carmina y Triunfo de Afrodita, la trilogía Trionfi. Orff subtituló la composición: Cantiones profanæ cantoribus et choris cantandæ comitantibus instrumentis atque imaginibus magicis («Canciones profanas para cantantes y coros para ser cantadas junto a instrumentos e imágenes mágicas»).

## Texto

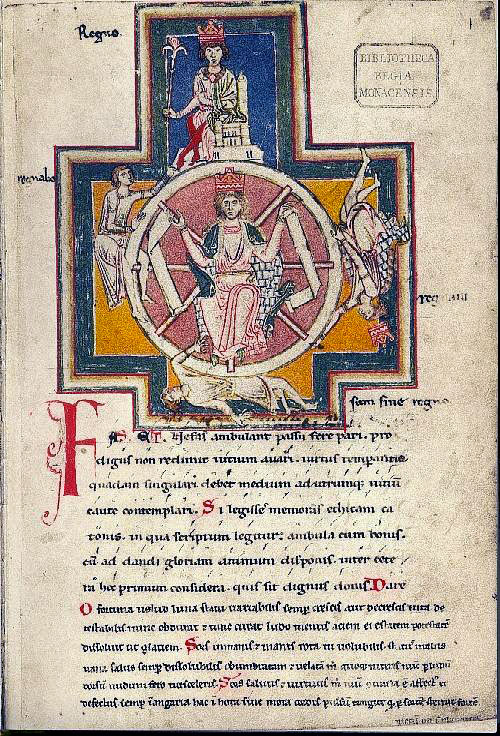
La rueda de la fortuna en el Codex Buranus.

En 1934 Orff encontró la edición de 1847 de los Carmina Burana llevada a cabo por Johann Andreas Schmeller, cuyo texto original data en su mayor parte de los siglos XI o XII, incluyendo algunos del siglo XIII. Michel Hofmann era un joven estudiante de derecho y un entusiasta del latín y el griego. Ayudó a Orff en la selección y organización de 24 de estos poemas en un libreto mayoritariamente en verso secular latino, con una pequeña cantidad de texto en alto alemán medio y francés antiguo. Más concretamente, se trata de alto alemán medio coloreado en bávaro. Reconstrucciones de la pronunciación de los textos en alto alemán medio de los Carmina Burana en John Austin 1995 y en Guy A.J. Tops 2005 en neerlandés; contiene transcripciones IPA de los textos en alto alemán medio.
La selección abarca una amplia gama de temas, tan familiares en el siglo XIII como en el XXI: la inconstancia de la fortuna y la riqueza, la naturaleza efímera de la vida, la alegría del regreso de la primavera y los placeres y peligros de la bebida, la gula, el juego y la lujuria.

## Instrumentación
La partitura está escrita para una gran orquesta formada por:
- Viento madera: 3 flautas (segunda y tercera doblando al primer y segundo flautines), 3 oboes (tercero doblando al corno inglés), 3 clarinetes en si bemol y la (el segundo doblando al clarinete bajo, el tercero doblando al clarinete sopranino en mi bemol), 2 fagotes y 1 contrafagot.
- Viento metal: 4 trompas en fa, 3 trompetas en si bemol y do, 2 trombones, 1 trombón bajo y 1 tuba.
- Percusión: 5 timbales, bombo, 2 cajas, platillos, platillo suspendido, platillos antiguos, tam-tam, gong, triángulo, pandereta, castañuelas, carraca, palo de cascabeles, campanas tubulares, 3 campanas, 3 glockenspiels y xilófono.
- Teclado: 2 pianos y 1 celesta.
- Cuerda: una sección de cuerdas con violines I y II, violas, violonchelos y contrabajos.
- Voz: 2 coros mixtos SATB (uno grande y otro pequeño, aunque puede utilizarse un subconjunto del coro grande para el coro pequeño), 1 coro de niños, soprano solista, tenor solista y barítono solista.

La orquestación destaca por su abundante y espléndida percusión. 

## Estructura y análisis
La pieza consta de cinco grandes secciones –una introducción, tres partes y un final–, que contienen un total de veinticinco números. Se incluyen un movimiento repetido al inicio y al cierre, así como otro movimiento puramente instrumental. Orff indica marcas de attacca entre todos los movimientos que conforman cada escena.
| N.º | Título original              | Traducción                        | Intérpretes                            | Idioma                    |
| --- | ---------------------------- | --------------------------------- | -------------------------------------- | ------------------------- |
|     | Fortuna Imperatrix Mundi     | Fortuna, emperatriz del mundo     |                                        |                           |
| 1   | O Fortuna                    | O Fortuna                         | coro                                   | latín                     |
| 2   | Fortune plango vulnera       | Llanto por las ofensas de Fortuna | coro                                   | latín                     |
| I   | Primo vere                   | En primavera                      |                                        |                           |
| 3   | Veris leta facies            | La cara jovial de la primavera    | coro pequeño                           | latín                     |
| 4   | Omnia Sol temperat           | El sol conforta a todos           | barítono                               | latín                     |
| 5   | Ecce gratum                  | Ve complaciente                   | coro                                   | latín                     |
|     | Uf dem anger                 | En la pradera                     |                                        |                           |
| 6   | Tanz                         | Danza                             | instrumental                           |                           |
| 7   | Floret silva nobilis         | El noble bosque florece           | coro                                   | latín / alto alemán medio |
| 8   | Chramer, gip die varwe mir   | El tendero me da color            | 2 coros (pequeño y grande)             | alto alemán medio         |
| 9   | (a) Reie                     | Danza circular                    | instrumental                           |                           |
|     | (b) Swaz hie gat umbe        | Ellas van de aquí para allá       | coro                                   | alto alemán medio         |
|     | (c) Chume, chum, geselle min | Ven, ven mi señora                | coro pequeño                           | alto alemán medio         |
|     | (d) Swaz hie gat umbe        | Ellas van de aquí para allá       | coro                                   | alto alemán medio         |
| 10  | Were diu werlt alle min      | Si el mundo fuera mío             | coro                                   | alto alemán medio         |
| II  | In Taberna                   | En la taberna                     |                                        |                           |
| 11  | Estuans interius             | Ardiendo interiormente            | barítono                               | latín                     |
| 12  | Olim lacus colueram          | El cisne asado canta              | tenor, coro (masc.)                    | latín                     |
| 13  | Ego sum abbas                | Yo soy el abad                    | barítono, coro (masc.)                 | latín                     |
| 14  | In taberna quando sumus      | Cuando estamos en la taberna      | coro (masc.)                           | latín                     |
| III | Cour d'amours                | La corte de amor                  |                                        |                           |
| 15  | Amor volat undique           | El amor vuela por todos lados     | soprano, coro infantil                 | latín                     |
| 16  | Dies, nox et omnia           | Día, noche y todas las cosas      | barítono                               | latín / francés antiguo   |
| 17  | Stetit puella                | Una muchacha se detuvo            | soprano                                | latín                     |
| 18  | Circa mea pectora            | En mi pecho                       | barítono, coro                         | latín / alto alemán medio |
| 19  | Si puer cum puellula         | Si un muchacho y una muchacha     | 3 tenores, 1 barítono, 2 bajos         | latín                     |
| 20  | Veni, veni, venias           | Ven, ven, ven                     | double coro                            | latín                     |
| 21  | In trutina                   | En la balanza                     | soprano                                | latín                     |
| 22  | Tempus est iocundum          | Este es un tiempo alegre          | soprano, barítono, coro, coro infantil | latín                     |
| 23  | Dulcissime                   | Dulcísima                         | soprano                                | latín                     |
|     | Blanziflor et Helena         | Blancaflor y Helena               |                                        |                           |
| 24  | Ave formosissima             | Salve, hermosísima                | coro                                   | latín                     |
|     | Fortuna Imperatrix Mundi     | Fortuna, emperatriz del mundo     |                                        |                           |
| 25  | O Fortuna                    | O Fortuna                         | coro                                   | latín                     |

Gran parte de la estructura compositiva se basa en la idea de la rueda giratoria de Fortuna. El dibujo de la rueda de la fortuna que se encuentra en la primera página del Codex Buranus incluye cuatro frases alrededor del exterior de la rueda:
Regnabo, Regno, Regnavi, Sum sine regno.
(Reinaré, reino, he reinado, estoy sin reino).
En cada escena, y a veces en un solo movimiento, la rueda de la fortuna gira, la alegría se convierte en amargura y la esperanza en pena. "O Fortuna", el primer poema de la edición Schmeller, completa este círculo, formando un marco compositivo para la obra al ser a la vez el movimiento de apertura y el de cierre.
De la colección completa de los Carmina Burana, Orff escogió veinticinco canciones y las ordenó de modo que pudieran ser representadas en un escenario. La obra se compone principalmente de versos en latín, aunque cuenta con fragmentos en alto alemán medio y provenzal antiguo. En cuanto a la música, se amoldó a la sencillez de los textos. Aproximadamente la mitad de las piezas son canciones cuya melodía se repite en cada estrofa casi sin variantes, limitándose algunas veces a realizar simples escalas mayores o menores. El ritmo es el encargado de aportar variedad al conjunto, impidiendo así cualquier monotonía. Esta riqueza rítmica es, tal vez, la característica más importante de los Carmina Burana de Orff. Hay en la obra una clara influencia de las obras Las bodas y Edipo rey de Ígor Stravinski (véase el Diccionario Grove de música).

## Discografía selecta

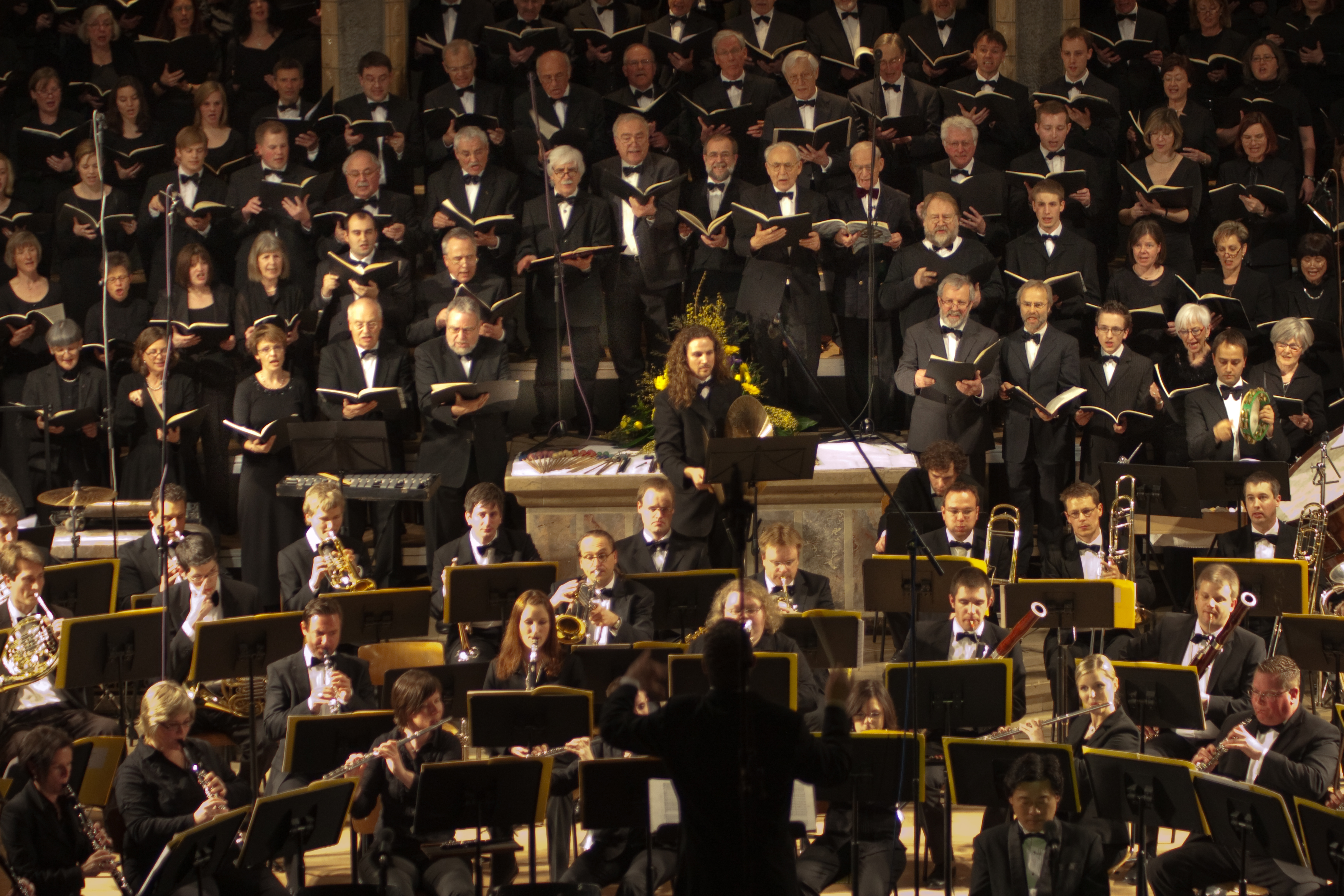
Una representación de la obra.

- 1952 – Eugen Jochum, Orquesta Sinfónica de la Radio de Baviera, Coro de la Radio de Baviera dirigido por Josef Kugler, Elfriede Tröstchel, Paul Kuën, Hans Braun (grabado en octubre de 1952;[5][6]reedición Major Classics M2CD016 2012).[7]
- 1959 – Leopold Stokowski, Orquesta Sinfónica de Houston y Coro, Niños Cantores de la Sinfónica Juvenil de Houston, Virginia Babikian, Guy Gardner, Clyde Hager (Capitol).
- 1960 – Herbert Kegel, Orquesta Sinfónica MDR, MDR Rundfunkchor dirigido por Hans-Joachim Rotzsch, Kurt Hübenthal y Kurt Rehm. (VEB Deutsche Schallplatten). Al propio Orff le encantaba esta versión.[8]
- 1960 – Eugene Ormandy, Orquesta de Filadelfia, Coro de la Universidad Rutgers (reedición CBS 1987).
- 1966 – Rafael Frühbeck de Burgos, New Philharmonia Orchestra y Coro. Coro dirigido por Wilhelm Pitz, Wandsworth School Boys' Choir, Lucia Popp, Gerhard Unger, John Noble, Raymond Wolansky (EMI).
- 1967 – Eugen Jochum, Coro y Orquesta de la Deutsche Oper Berlin, Gundula Janowitz, Gerhard Stolze, Dietrich Fischer-Dieskau (DG). Grabado en octubre de 1967 en el estudio Ufa de Berlín, publicado en 1968. Esta versión también fue respaldada por Orff y fue la primera elección de la BBC Radio 3 en 1995.[9]
- 1970 – Seiji Ozawa, Orquesta Sinfónica de Boston, Coro y Coro infantil del Conservatorio de Nueva Inglaterra, Evelyn Mandac, Stanley Kolk, Sherrill Milnes (RCA).
- 1973 – Kurt Eichhorn, Orquesta de la Radio de Múnich, Tölzer Knabenchor, Lucia Popp, John van Kesteren, Hermann Prey (Eurodisc 1974; reediciones CD para BMG 1984 y 1995). Tanto la adaptación cinematográfica de Jean Pierre Ponnelle como la grabación que la acompaña fueron avaladas por el propio Carl Orff, que colaboró en la película en honor a su 80 cumpleaños.
- 1973 – Ferdinand Leitner, Orquesta Radiofónica de la WDR de Colonia y Kölner Rundfunkchor dirigido por Herbert Shernus, Tölzer Knabenchor dirigido por Gerhard Schmidt-Gaden, Ruth-Margret Pütz, Michael Cousins, Barry McDaniel (barítono), Roland Hermann (bajo). (Acanta 1973 y 1992; Arts Archives 2003). Publicado como parte de la colección de siete CD "Carl Orff Collection". Fue "la grabación autorizada de Carl Orff".[10]
- 1974 – Michael Tilson Thomas, Orquesta de Cleveland, Coro y Niños Cantores; Judith Blegen, Kenneth Riegel, Peter Binder (CBS 1975 cuadrofónico; reedición CD 1990 MK 33172). Esta grabación se utilizó en el ballet de Michael Smuin de 1997 Carmina Burana, coreografiado para el Smuin Ballet.[11]
- 1979 – Riccardo Muti, Orquesta Philharmonia y Coro, Arleen Augér, John van Kesteren, Jonathan Summers (EMI). Figura entre los tres primeros de la crítica de BBC Radio 3[9] y también es recomendado por Classics Today.[12]
- 1981 – Robert Shaw, Orquesta Sinfónica de Atlanta y Coro, Coro de niños de Atlanta, Judith Blegen, William Brown, Håkan Hagegård (Telarc 1983).
- 1984 – James Levine, Orquesta Sinfónica de Chicago y Coro, June Anderson, Philip Creech, Bernd Weikl (DG). Grammy a la mejor interpretación coral 1987.
- 1990 – Seiji Ozawa, Filarmónica de Berlín, Coro Shin-Yu Kai, Kathleen Battle, Frank Lopardo, Thomas Allen (Philips DVD video).
- 1991 – Herbert Blomstedt, Orquesta Sinfónica de San Francisco & Coro dirigido por Vance George (Decca). Grammy a la mejor interpretación coral 1992.
- 1992 – Leonard Slatkin, Orquesta Sinfónica de San Luis y Coro, Sylvia McNair, John Aler, Håkan Hagegård (RCA 09026 61673-2 1994).[13] Está entre los tres primeros de la crítica de BBC Radio 3.[9]
- 1996 – John Williams, Orquesta Boston Pops en los Juegos Olímpicos de Atlanta 1996.
- 1997 – Charles Dutoit, Orquesta Sinfónica de Montreal, Coro Saint Lawrence, Beverly Hoch, Stanford Olsen, Mark Oswald (Decca 028945529028). Grabación de gran calidad técnica, equilibrando orquesta y coro.
- 1999 – Christian Thielemann, Orquesta y Coro de la Deutsche Oper Berlin, Knabenchor Berlin, Christiane Oelze, David Kuebler, Simon Keenlyside (DG).[14] Nombrado "Editor's Choice" por Gramophone.
- 2005 – Simon Rattle, Filarmónica de Berlín, Coro de la Radio de Berlín, Sally Matthews, Lawrence Brownlee, Christian Gerhaher (EMI Classics). Muy rápido, énfasis percusivo.[15]
- 2014 – Jos Van Immerseel, Anima Eterna Brugge, Collegium Vocale Gent, Cantate Domino, Yeree Suh, Yves Saelens, Thomas Bauer (Zig-Zag). Grabado con instrumentos de época.

## En la cultura popular
Esta obra, y en especial el movimiento "O Fortuna", ha servido de inspiración a artistas musicales de diversos géneros para crear sus propias versiones. Tanto las adaptaciones como las interpretaciones de la pieza original han sido incluidas en multitud de bandas sonoras de películas, programas de televisión, videojuegos, etc.

### Adaptaciones
- 1969 – "MacArthur Park", canción del álbum Wait for Me del músico británico Long John Baldry que se abre con una adaptación de la introducción del "O Fortuna".

- 1983 – Carmina Burana, álbum de Ray Manzarek, teclista de the Doors, producido por Philip Glass y Kurt Munkacsi con arreglos del propio Ray Manzarek (A&M Records).
- 1988 – Sociedad Coral de Nueva York acompañada por Jeffrey Reid Baker utilizando sintetizadores.[18]
- 1996 – "Love Never Dies", tema del disco Tatra de la banda noruega Apoptygma Berzerk en el que se escucha varias veces un extracto del "O Fortuna".
- 1996 – "The End of the World (Outro)", pista del álbum The Coming del rapero estadounidense Busta Rhymes al final de la que se oye un extracto del "O Fortuna" en ostinato.
- 1999 – "Gravity of Love", "The Gate", "Modern Crusaders" y "Camera Obscura", canciones pertenecientes al álbum The Screen Behind the Mirror del proyecto musical alemán de Michael Cretu llamado Enigma, en las que se utilizan extractos del movimiento "O Fortuna".
- 2000 – "O Fortuna", tema del álbum Deggial de la banda sueca de metal sinfónico Therion que es una adaptación del movimiento "O Fortuna".
- 2004 – "No W", tema del disco Houses of the Molé de la banda estadounidense de metal industrial Ministry en cuyo inicio se escucha un extracto del "O Fortuna" a un tempo más rápido del habitual.
- 2004 – "Get 'Em Girls" tema del disco Purple Haze del rapero estadounidense Cam'ron que usa fragmentos del "O Fortuna" en la base.

### Inclusión en bandas sonoras
- 1975 – Carmina Burana atque imaginibus magicis, adaptación cinematográfica de 60 minutos dirigida por Jean-Pierre Ponnelle para ZDF. Se escucha la interpretación completa llevada a cabo por Kurt Eichhorn, Münchner Rundfunkorchester, Chor des Bayerischen Rundfunks, Tölzer Knabenchor, Lucia Popp, Hermann Prey, John van Kesteren, Benno Hoffmann y Michel Jacot.
- 1981 – Excalibur, film dirigido por John Boorman en el que se puede escuchar el movimiento "O Fortuna".
- 1991 – The Doors, película de Oliver Stone en la que se escucha la introducción de Carmina Burana en la versión interpretada por la Orquesta Sinfónica y Coro de Atlanta.
- 1994 – Natural Born Killers, película dirigida por Oliver Stone cuya banda sonora incluye varios extractos de Carmina Burana.